# Menno Post
Menno Jelle Post (Den Haag, 31 augustus 1977) is een Nederlands chef-kok.

## Biografie

### Jeugd en opleiding
Post werd geboren in Den Haag en groeide op in Friesland. Hij volgde een koksopleiding aan het Friesland College en liep stage bij een hotel in Drachten. Hierna werkte hij een jaar bij het restaurant De Swaen van Cas Spijkers.

### Loopbaan
In 2000 ging hij werken als chef-kok in het restaurant van Ron Blaauw in Ouderkerk. In 2013 werd hij chef-kok bij restaurant De Bokkedoorns in Overveen. In 2017 werd hij SVH Meesterkok. Sinds 2018 is Post eigenaar van restaurant Olivijn in Haarlem waarvoor hij in de Michelingids voor 2019 een Michelinster behaalde. In 2019 sloot hij zich aan bij Les Patrons Cuisiniers, een organisatie van chef-koks-restauranteigenaren.